# Fセグメント
Fセグメント(F-Segment)は、主に欧州で利用されている乗用車分類方法であるセグメントのカテゴリーの一つであり、同一セグメントにセダン、クーペ、ハッチバックなどのボディスタイルを包括する。

## 概要
Fセグメントは欧州で「以前に使用されていた最も狭義の分類」において、最上位に位置付けられ、ひとつ下位にはEセグメントがある。また、スポーツ・クーペ、マルチパーパスカー、SUVは、別のセグメントに分類される。なお調査会社であるグローバルインサイト社の分類にはFセグメントが存在せず、Eセグメントに含まれる。
セダンにおいてはおおむね全長が5,000mm前後の車種であり、4,000cc以上、並びに8気筒以上のエンジンが搭載される車を指すことが一般的であるものの、車両サイズ、全長、価格、および車両装備やその車両が持ち合わせるイメージなど複数要件に因る分類によるため、明確な数値基準はない。
イギリスにおける分類におけるラグジュアリーカー（英語：Luxury car）が高級車に近似する。アメリカにおける分類においてはフルサイズラグジュアリーカー（Full-size luxury car）も車体サイズ的には近似するが、自動車文化の違いから車体サイズの近似をもって同一とするには無理があるため、それらを考慮する事が必要となる。